# Luis Felipe Contardo

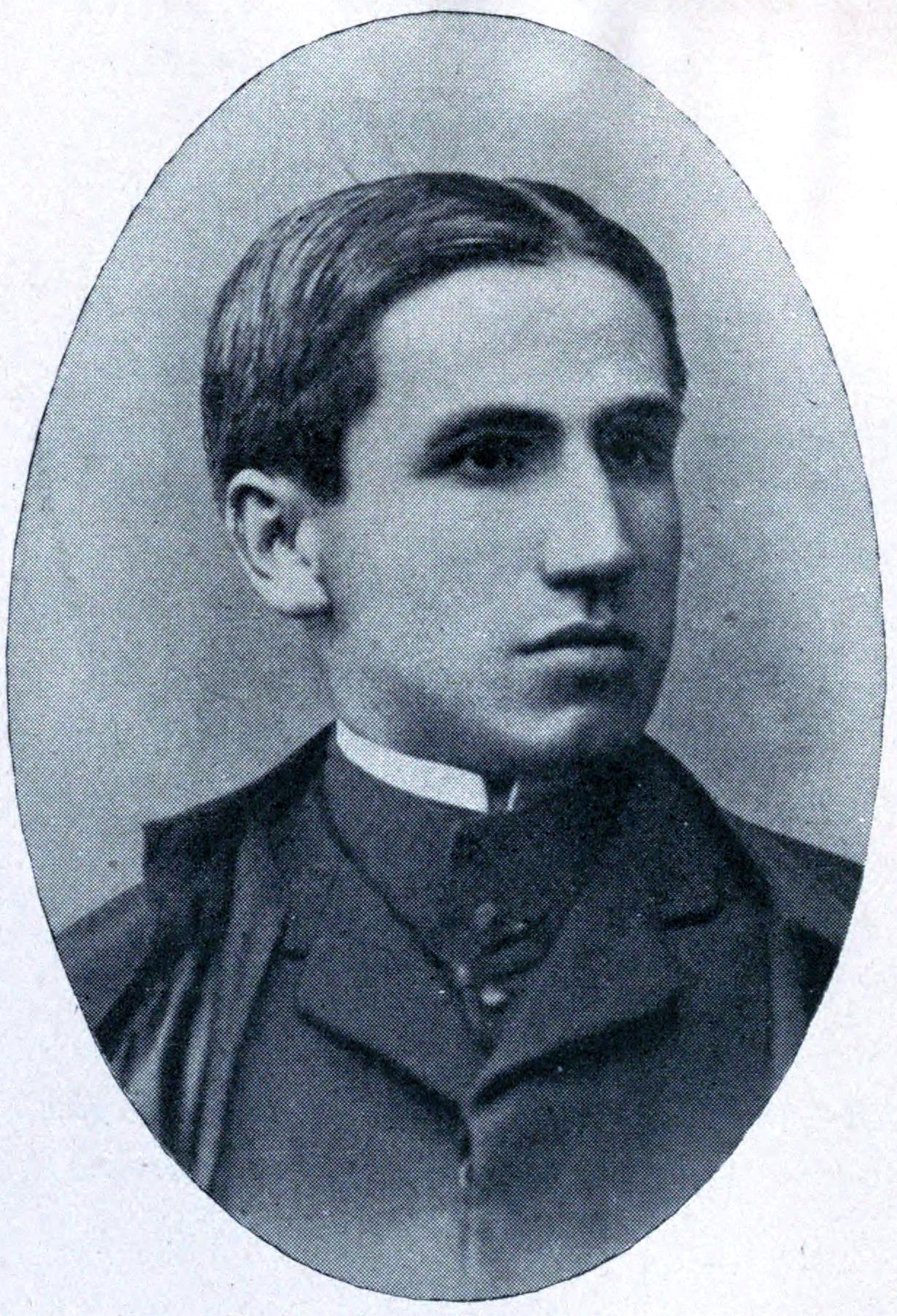
Luis Felipe Contardo (1922)

Luis Felipe Contardo (* 1880 in Molina (Chile); † 1922 in Chillán) war ein chilenischer katholischer Priester und Dichter religiöser Gedichte.

## Leben
Luis Felipe Contardo studierte Theologie an der Päpstlichen Universität Gregoriana bis 1902. Er bereiste Europa und den Mittleren Orient, empfing die Priesterweihe und wurde Dozent am Priesterseminar von Concepción. 1917 wurde er Pfarrer in Chillán, später Diözesanadministrator in der Provinz Ñuble. Heute werden seine wichtigsten Gedichte noch regelmäßig in Anthologien veröffentlicht.

## Werke
- Flor del Monte (1903)
- Palma y Hogar (1908)
- Cantos del camino (1918)